# Kirishimoopsis sakamotoi
Kirishimoopsis sakamotoi is een keversoort uit de familie boktorren (Cerambycidae). De wetenschappelijke naam van de soort is voor het eerst geldig gepubliceerd in 1958 door Hay.